# Љубав у залеђу
Љубав у залеђу (хрв. Ljubav u zaleđu) је хрватска теленовела, снимана током 2005. и 2006.
У Србији је приказивана током 2005. и 2006. на телевизији Пинк.

## Радња
У средишту приче су две генерације трију породица повезаних фудбалом. Серија прати животе четворице младића из предграђа који су одрасли уз фудбал. Двојица од њих направили су професионалне каријере као фудбалери, један је постао успешан тренер, а последњи је у менаџерским водама. У младости, на врхунцу каријере, један од младића трагично је изгубио живот, након чега су остале животни путеви одвели на различите стране.
Серија почиње двадесет пет година касније кад су сви поновно у Загребу. Осим што их веже фудбал и заједничка прошлост, ликови серије су и у сложеним емотивним односима. Паралелно се прате и животи њихове деце, који су одрастали под утицајем фудбала, па су често оптерећени прошлошћу својих родитеља. У средишту је љубав двоје младих, фудбалера Марка Марушића и сликарке Нине Радић. Њихова љубавна прича је пуна препрека и заплета због различитих средина и наизглед неспојивих животних стилова.

## Ликови и глумци
- Марко Марушић (Филип Јуричић) - капитен клуба, професионалац великог потенцијала, позитивац, високих моралних начела. Иако је највећа звезда у клубу, он је нетипичан фудбалер са другачијим склоностима. Његова каријера својеврсна је посвета оцу којег никада није упознао. Уз фудбал занима га и уметност, посебно сликарство. Не воли све оно што чини његов свет и у чему ужива његова девојка Маја.
- Нина Радић (Ива Висковић) - једино дете Фишерових, млада сликарка у успону која ради и као асистент на Ликовној академији. Девојка чврстих моралних начела, урбана и врло интелигентна, лепа, али уметнички отквачена. Не воли претварање, испразност и „шминку“. Презире своје родитеље, њихове животе, послове, све оно што представљају. Узела је девојачко презиме своје мајке да је не би повезивали са њима. Нина има пријатељицу Маријану, луцкасту фризерку Далматинку, која јој је главна саветница и највећа подршка у животу.
- Маја Жупан (Јелена Вељача) - Маркова девојка, самосвесна и интелигентна, врло атрактивна манекенка и спретна трендсетерка којој је највећа амбиција имати познатог и успешног дечка, по могућности фудбалера и водити живот у друштву познатих и славних. Има две пријатељице са којима време проводи испијајући кафе, негујући тело на базенима и салонима лепоте и коментаришући друштвене догађаје.
- Огњен Цукић (Ненад Стојменовић) - талентовани фудбалер, интелигентан дечко. Главни Марков супарник у клубу, добар играч великих амбиција, који силно жели избити у први план. Тешко се носи са притиском властитог оца, због чега је са њим често у сукобу око властите каријере. Дошао је у клуб у којем је звезда Марко, љубимац публике, тренера и осталих играча, што Огија, као његовог главног конкурента, одмах дефинише као лошег момка. Уз све то, Оги је заљубљен у Маркову девојку Мају.
- Владо Цукић (Дарко Јанеш) - други од четворице младића са почетка приче. Каријеру је направио у иностранству, где је отишао због сукоба с тренером. Тамо упознаје и своју будућу супругу Гордану. Врло је амбициозан, али несигуран, врло често наиван у пословима. У Загреб се враћа на почетку серије, доводећи супругу и њиховог сина Огњена, који је у међувремену одрастао и стасао у врло талентованог фудбалера. Цуки је уједно и менаџер сину и жели да он направи велику каријеру у Загребу, а заправо преко њега жели да оствари своје снове. Бескрајно воли своју жену и да би јој угодио троши изнад својих могућности, па се наивно упушта у различите послове, у којима најчешће извлачи дебљи крај.
- Гога Цукић (Маја Новељић) - Огијева мама је бивша мисица некадашње државе, која се доселила у Загреб са мужем. Не ради и главна јој је преокупација властити изглед. Свесна је безрезервне Владине љубави и прилично добро манипулише. Истовремено је свесна и свих Владиних мана због којих га у ствари презире. По доласку у Загреб упушта се у везу са Френкијем, који је велика супротност њеном мужу.
- Ксенија Фишер (Ксенија Пајић) - Френкијева супруга, бескрупулозна новинарка, власница и уредница најтиражнијег таблоида у држави Старс. Ксенија је успешна, интелигентна, у послу жели имати све конце у својим рукама, осветољубива. Она је женска верзија Френкија. Њене новине прате и фудбалску сцену, чиме се стално меша у животе готово свих протагониста серије. Брак Ксеније и Френкија пре би се могао назвати партнерством, а емотивни интерес буди се само у тренуцима кад један сумња да други има ванбрачну везу. Њена најбоља пријатељица је Гога Цукић.
- Френки Фишер (Зијад Грачић) - Нинин тата и Ксенијин муж. Један од четворице младића са почетка приче. У Загребу поседује кафић, главно место за окупљање фудбалера и њихових пратњи. Кафић му служи као главни параван за разноразне илегалне послове којима се бави, од изнуде до фудбала, а сувласник је и грађевинске фирме. Моћан је, има везе свуда, па и у највишим градским структурама што прилично користи у својим пословима. Френки је амбициозан, често бескрупулозан у остварењу својих циљева. Кћерку Нину воли, али не успева са њом да оствари присан однос, а са женом Ксенијом је у сталном хладно-врућем односу пуном свађа и љубави. Нина и Ксенија у ствари и не знају чиме се он све бави.
- Марија Марушић (Нада Гачешић Ливаковић) - Маркова мајка, лепа и драга жена која је Марка родила врло млада и подигла сама након трагичне погибије Марковог оца Давора Марушића, такође фудбалера. Живи скромно и ради као службеница, а са Марком има добар однос пун разумевања, али изразито либералан и пријатељски.
- Петар Малек (Златко Ожболт) - трећи од четворке са почетка приче. Позитиван лик, долази у клуб као тренер афирмисан у иностранству. Максимално професионалан, високих моралних начела, због чега је често у сукобу са председником клуба. Посебно фаворизује Марка, јер је син његовог трагично преминулог пријатеља.
- Анита Билић (Бојана Грегорић Вејзовић) - амбициозна новинарка таблоида Старс. Десна рука главној уредници Ксенији Фишер која јој поверава најосјетљивије теме. Анита је најпродорнија новинарка у редакцији. Својим истраживањима често открије и неке Френкијеве прљаве послове и његових пословних/политичких партнера, због чега је у сталном сукобу са уредницом. Своју каријеру дефинитивно угрози кад се емотивно веже за једног од јунака својих прича.
- Крешо (Адам Кончић) - ради у редакцији Старса иако, као и већина запослених, презире посао који ради, као и своју шефицу. Желео би каријеру у озбиљнијем медију, а Ксенија га кажњава шаљући га на најпрљавије послове. Он је својеврсни хроничар целокупне сцене.
- Дује (Роберт Курбаша) - најбољи Марков пријатељ и цимер, шармантан и духовит. Марко га је спасио од дроге и издржава га. Дује је ленчина, воли забаве и цуре, али је у ствари позитивац. Његов највећи проблем су паралелне приче које „фура“ са девојкама, због чега је често у неугодним ситуацијама. Запослен је као спасилац на базену.
- Лана (Тамара Гарбајс Шинтић) - Мајина пријатељица, једноставна девојка која се налази између своје искрене жеље да се уда и има породицу и привлачности света гламура у којем се креће Маја. Ради као инструкторка фитнеса.
- Тања (Хелена Минић) - трећа у клану - Маја, Лана и Тања. Време проводи на базену, пилатесу и масажама. Дете богатих родитеља.
- Тео (Роберт Бошковић) - Нинин дечко, површан, неодговоран, без стварних амбиција и мотива, али шармантан и духовит. Нинин талент покушава искористити за брзу зараду. Ради као Ди-џеј.

## Занимљивости о серији
- Радни наслов је био Нина. Испочетка, серија се требало да се зове „У залеђу љубави“, а једна опција је била и „Љубав у офсајду“. На крају је изабран постојећи наслов - Љубав у залеђу.
- Глумица Јелена Вељача која је у серији Вила Марија позитиван лик у овој се теленовели опробала у улози негативке.
- Спекулисало се како Роман Мајетић није био задовољан ликом Марије Марушић, коју је тумачила глумица Нада Гачешић Ливаковић, па је намеравао да „убије“ тај лик, на шта је глумица замолила продуцента да буде милостив и да остави Марију „бар у коми“. Жеља глумице није послушана, па је њен лик преминуо након саобраћајне несреће у којој се нашла.
- Глумица Бојана Грегорић Вејзовић (Анита) била је трудна за време снимања серије и то је навело продуценте да након 40-ак епизода избаце њен лик и уведу нови, Анитину заменицу, такође новинарку, Ивану, коју је тумачила глумица и водитељка Кристина Крепела.
- Након успеха теленовеле Вила Марија у Србији, овај је пут ангажовано двоје глумаца из Београда за сталну поставу. Маја Новељић и Ненад Стојменовић су глумили мајку и сина у породици Цукић.
- Роман Мајетић био је на челу аудиције у Мексику где је изабрао двоје глумаца за улогу двоје Аргентинаца у теленовели. Одлука је пала на мексичке глумце, Паолу Тојос и Хуана Пабла Медину, којима је ово била прва улога изван граница Латинске Америке.
- Глумица Мирела Брекало Поповић (Љерка) и Синиша Поповић (Хојак) су у стварном животу муж и жена, док су њихове колеге Златко Ожболт (Петар Малек) и Сања Марин (инспекторка Хиш) бивши муж и жена.
- Лик градоначелника Синковића, којег тумачи глумац Перо Јуричић, појављивао се и у серији Вила Марија. Осим тога, глумци Перо Јуричић (Синковић) и Филип Јуричић (Марко) су у стварном животу отац и син.
- Лик Далматинке Маре, којег је тумачила Инес Бојанић, се такође појављује у српском ситкому „Агенција за СИС“.